# إرنست مولر
إرنست مولر (بالألمانية: Ernst Müller)‏ (13 يوليو 1901 - ) هو لاعب كرة قدم ألماني يلعب كلاعب وسط.

## روابط خارجية
- إرنست مولر على موقع قاعدة بيانات كرة القدم.إي يو (الإنجليزية)
- إرنست مولر على موقع ناشيونال فوتبول تيمز (الإنجليزية)
- إرنست مولر على موقع عالم كرة القدم.نت (الإنجليزية)